# Staphylinochrous sagittata
Staphylinochrous sagittata és una espècie de lepidòpter zigenoïdeu de la família dels himantoptèrids (Himantopteridae), subfamília Anomoeotinae.
Es pot trobar a l'Àfrica.